# 1906 en sport automobile
Chronologie du Sport automobile
1905 en sport automobile - 1906 en sport automobile - 1907 en sport automobile
Les faits marquants de l'année 1906 en Sport automobile

## Par mois

### Janvier
- 26 janvier : à Daytona Beach, Fred H. Marsriott établit un nouveau record de vitesse terrestre : 195,65 km/h.

### Juin
- 26 et 27 juin : première édition du Grand Prix de France au Mans. Le pilote hongrois Ferenc Szisz s'impose sur une Renault AK.

## Naissances
- 26 mai : Mauri Rose, pilote automobile d'IndyCar américain, († 1er janvier 1981).
- 6 juillet : Cuth Harrison, pilote anglais de course automobile. († 22 janvier 1981).
- 24 juillet : Gianfranco « Franco » Comotti, pilote italien  († 10 mai 1963).
- 12 octobre : Piero Taruffi, pilote automobile italien  († 12 janvier 1988).
- 30 octobre : Giuseppe Farina, pilote automobile italien († 30 juin 1966).
- 10 novembre : Giovanni Rocco, pilote automobile italien.
- 25 décembre : Louis Braillard, pilote automobile suisse de Grand Prix automobile, devenu également directeur de sa propre écurie.